# Jacob Adriaan Nicolaas Patijn
Jacob Adriaan Nicolaas Patijn (Rotterdam, 9 februari 1873 - Den Haag, 13 juli 1961) was een Nederlands partijloos liberaal politicus.

## Familie

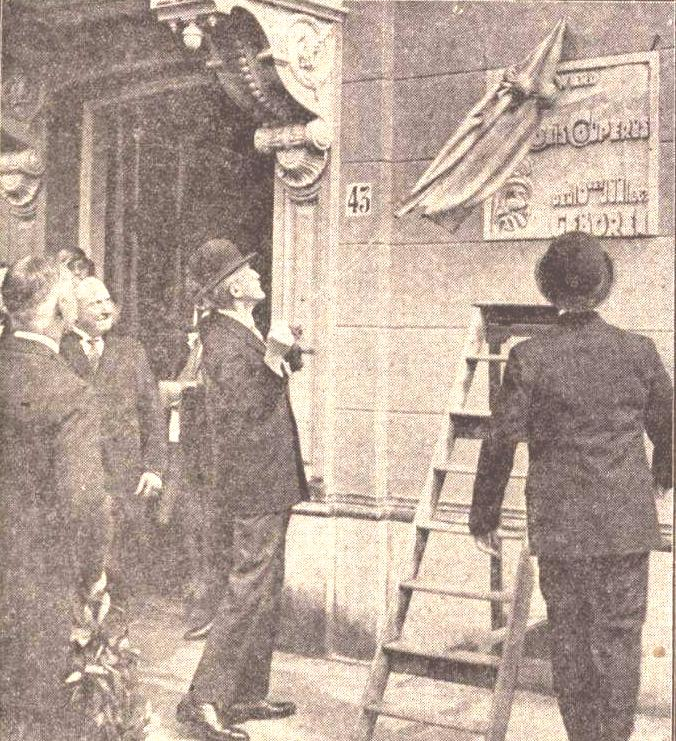
Patijn onthult een gedenksteen op het geboortehuis van Louis Couperus in 1930

Patijn was lid van de familie Patijn. Hij was een zoon van Jacob Gerard Patijn, jurist en politicus, en Adriana Jacoba Clasina Veeren. Hij trouwde in 1903 met jkvr. Rudolphine van Doorn (1880-1923) en na haar overlijden met jkvr. Elisabeth Wilhelmina Malwina de Brauw (1881-1954), lid van de familie De Brauw. Uit beide huwelijken werden geen kinderen geboren.

## Leven en werk

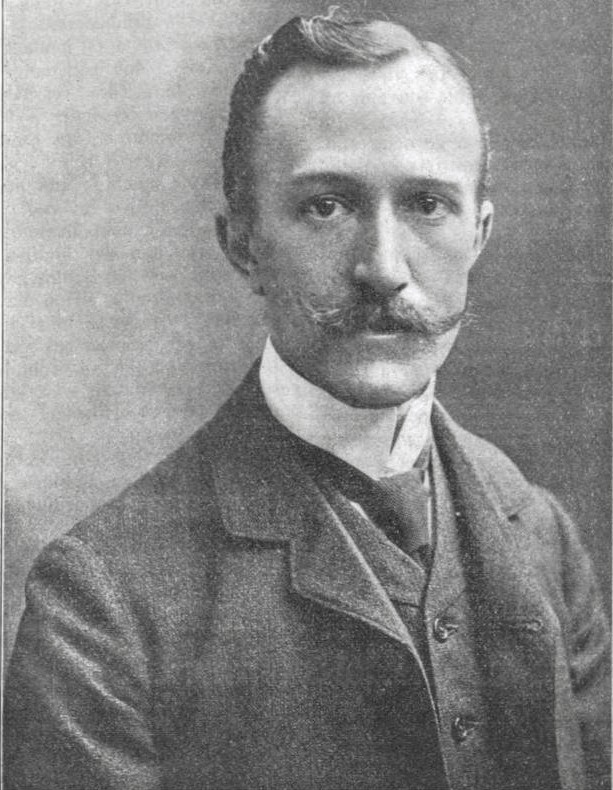
Jacob Adriaan Nicolaas Patijn, 1911

Patijn studeerde rechten in Leiden vanaf 1892. Hij promoveerde op 25 november 1897. Daarna studeerde hij nog één jaar aan de École Libre des Sciences Politiques in Parijs.
Na zijn studie trad hij kortstondig in dienst van het Koninkrijk Siam en bestudeerde hij Aziatische culturen, met name Japan. Hij begon zijn loopbaan als ambtenaar in Nederland vanaf 1902. Hij kreeg algauw de leiding van de Haagse gemeentesecretarie, waar hij zich voor de verbetering van de arbeidsomstandigheden van het gemeentepersoneel spande. Vanaf 1908 werkt hij bij de afdeling Arbeidsverzekering van het departement van Landbouw, Nijverheid en Handel, onder Talma, waar hij een wezenlijk aandeel bij de totstandkoming van de Ziektewet van 1912 had.
Hij was van 1 oktober 1911 tot 1918 burgemeester van Leeuwarden, waar hij van 1912 tot 1918 tevens rechter-plaatsvervanger van de arrondissementsrechtbank was. Vanaf september 1918 was hij burgemeester van Den Haag tot 1930.
In 1931 werd hij gezant in het Italië van Mussolini, die hij enige tijd bewonderde; vanaf 1936 was hij gezant in Brussel.
Patijn had ook grote bewondering voor Colijn. Hij verving hem in 1937 als minister van Buitenlandse Zaken, drie maanden na de formatie van het kabinet-Colijn IV, en bleef in dezelfde positie in het kabinet-Colijn V. Hij was zodoende minister van Buitenlandse Zaken vanaf 1 oktober 1937 tot 12 augustus 1939.
Ook al was hij geen lid van de RKSP, ARP of CHU werd hij als lid van de Oxfordgroep door de positief christelijke signatuur van deze coalitie aangetrokken.
Hij toonde als minister weinig respect voor het parlement. Hij was een pragmaticus die ernaar streefde voor de maatschappelijke problemen bruikbare oplossingen te vinden, ook ten koste van oude beginselen. Hij was ook tamelijk eigenzinnig en autoritair.
Het was een kunstzinnig man, liefhebber van letteren en muziek. Patijn woonde op het Lange Voorhout nummer 38.

## Trivia
In Den Haag en in Zeist is er een laan naar hem genoemd. De Haagse Patijnlaan herbergt het hoogste huisnummer dat in Den Haag bestaat, 1938 (de Laan van Meerdervoort is met nr. 1803 slechts tweede).

## Onderscheidingen
- Ridder in de Orde van de Nederlandse Leeuw (30 augustus 1921)
- Grootofficier in de Orde van Oranje-Nassau (30 augustus 1939)